# Copertura ADSL in Italia
Con la locuzione copertura ADSL si intende la possibilità di collegamento a Internet ad alta velocità di trasmissione (banda larga) mediante la tecnologia ADSL.

## Caratteristiche tecniche
Il segnale che arriva alla centrale non giunge in tutti i borghi, frazioni, ecc. del comune; arriva a una certa distanza dalla centrale che non coincide né col confine del comune né col raggio d'azione di una centrale vicina. Di conseguenza per un comune essere coperto non implica necessariamente l'estensione di tale copertura a tutti i suoi abitanti.
Teoricamente la velocità di trasmissione decresce linearmente con la distanza dalla centrale per effetto della diminuzione del SNR a causa dell'attenuazione del segnale utile nel canale: al raddoppiare della distanza dallo stadio di linea (SL), la velocità disponibile si dimezza. Nella realtà accade che il segnale decade (perde qualità) ancora più rapidamente a causa anche delle interferenze dei cavi vicini (near-end crosstalk o diafonia) nell'ultimo miglio (problema dell'ultimo miglio).
Un segnale ADSL con banda da 24 megabit/s raggiunge 1 km di doppino in rame dalla centrale (ovvero il 30% delle utenze), da 20 megabit/s raggiunge 1,6 km (il 60% delle utenze), da 12 megabit/s raggiunge 2,5 km (l'85% delle utenze), da 8 megabit/s 3 km (88% delle utenze), da 4 megabit/s 3,9 km (93% delle utenze), da 2 megabit/s 4,7 km (il 96% delle utenze).
Una ADSL da 640 kBit/s raggiungerebbe i 10 km di distanza dalla centrale. Per distanze superiori continua il dimezzamento, ma sotto i 640 non ha più senso parlare di banda larga (già la maggior parte dei provider commercializzano ADSL da un taglio minimo di 2 Mbit) e non vengono commercializzate ADSL di taglio inferiore.
Da notare che dopo 10 km diventano numerosi gli errori di trasmissione e decade la banda disponibile.
Tenuto conto che quasi sempre un comune corrisponde ad una centrale, servirebbe che la popolazione abitasse all'interno di un cerchio di raggio pari a 7 km per definirsi ancora banda larga.
La disponibilità di ADSL richiede l'installazione di vari apparati (es. DSLAM) e la rimozione di altri che sono invece di impedimento, posti vent'anni fa quando la tecnologia era già commercializzata all'estero, mentre lo è da soli 10 anni in Italia. A questi apparati si aggiunge la necessità della fibra ottica a partire dalla prima centrale (Stadio di Linea) fino alla centrale Telecom (Stadio di Gruppo) per raccogliere su di sé tutte le bande larghe dei doppini dei vari utenti.
A questi vincoli tecnici, uguali per tutti gli operatori, se ne aggiunge uno di natura economica che dipende dalle scelte commerciali dell'operatore ISP e richiede un minimo di utenze collegabili in centrale per coprire almeno i costi di investimento iniziale dell'opera. Nel caso di Telecom tale vincolo sulla densità abitativa è più stringente e prevale sul primo vincolo tecnico. Infatti vengono coperti prima i comuni con una densità di popolazione maggiore rispetto a quelli con densità minore.
L'acquisto e installazione di un DSLAM è di fatto un costo marginale rispetto all'acquisto, scavo e posa di un mezzo (doppino in rame o fibra ottica) per il collegamento a banda larga delle centrali telefoniche.
Molte centrali telefoniche non dispongono quindi di collegamento ADSL a causa di apparati quali MUX e UCR, posti dalla vecchia SIP vent'anni fa, e che dovrebbero essere rimossi a favore dei DSLAM, oppure per la mancanza di un collegamento in fibra ottica a una centrale vicina all'interno di una rete di centrali collegati in fibra fino al centro Telecom più vicino.

### Problemi di divario digitale
Queste a oggi rappresentano le principali cause del cosiddetto divario digitale, che rendono difficile l'ammodernamento della rete di telecomunicazioni esistente e la necessità di by-passarla con una rete ex novo meno costosa, come per esempio quella Wi-Fi o Wi-Max.
Nel 2010, una famiglia italiana su due non ha un collegamento e solo una su tre possiede una connessione Internet a banda larga. Il numero di italiani del tutto privi di copertura on line è di 2,3 milioni, un numero che raggiunge quota 23 milioni (il 38% della popolazione) se si considera come minima copertura l'accesso alla banda ultralarga ovvero connessioni pari o maggiori ai 100 megabit per secondo.
A fine 2011, secondo un sondaggio del Sole 24 Ore, la richiesta minima di banda di molte aziende italiane, soprattutto delle aziende con contatti e partnership all'estero, è quantificabile in almeno un collegamento da 20, 30, o addirittura 100 megabit. Hanno meno bisogno di tal quantità di banda, le attività produttive che costruiscono oggetti a basso contenuto tecnologico, quindi di maggior rilevanza locale. In ogni caso, anche per loro la banda larga comincia a essere un'esigenza, secondo l'idea che "più banda migliora la produttività".

## Mappatura di Infratel
Infratel Italia, società partecipata dal Ministero Sviluppo Economico e specializzata in reti spente (scavi, cavidotti e stende la fibra), su mandato del Governo ha realizzato una vasta consultazione pubblica in 95.000 aree, per aggiornare la mappatura delle zone servite da banda larga FTTB/FTTH/FTTDP con relativa percentuale di copertura locale.

## Mappatura di Telecom Italia
La prima colonna indica il numero di centrali/armadi dotati di DSLAM (velocità massima 8 megabit/s in download, anche se l'offerta commerciale Alice si attesta attorno ai 7 megabit/s), mentre la terza colonna fornisce il numero di centrali/armadi dotati di MINIDSLAM (velocità massima 640 kilobit/s). Infine, la seconda e la quarta colonna indicano il numero di centrali/armadi "saturi". Con tale termine si intende le centrali in cui tutte le porte dei blocchi sono occupate dai doppini, per cui non è possibile fornire il servizio ADSL ad altri utenti che ne facciano richiesta.
| Data 20/02/2017 - REGIONE | ADSL ATTIVE (7 o 20 Mbps) | ADSL SATURE (7 o 20 Mbps) | ADD ATTIVE (640 Kbps) | ADD SATURE (640 Kbps) | TOTALE |
| ------------------------- | ------------------------- | ------------------------- | --------------------- | --------------------- | ------ |
| Abruzzo                   | 257                       | 2                         | 30                    | 10                    | 299    |
| Basilicata                | 123                       | 4                         | 46                    | 11                    | 184    |
| Calabria                  | 862                       | 14                        | 11                    | 15                    | 902    |
| Campania                  | 840                       | 11                        | 3                     | 2                     | 856    |
| Emilia-Romagna            | 691                       | 41                        | 68                    | 67                    | 867    |
| Friuli Venezia Giulia     | 177                       | 6                         | 34                    | 17                    | 234    |
| Lazio                     | 903                       | 61                        | 10                    | 18                    | 992    |
| Liguria                   | 223                       | 6                         | 48                    | 38                    | 315    |
| Lombardia                 | 1764                      | 17                        | 0                     | 0                     | 1781   |
| Marche                    | 338                       | 17                        | 3                     | 0                     | 358    |
| Molise                    | 76                        | 1                         | 11                    | 7                     | 95     |
| Piemonte                  | 604                       | 39                        | 286                   | 144                   | 1073   |
| Puglia                    | 390                       | 19                        | 29                    | 2                     | 440    |
| Sardegna                  | 396                       | 19                        | 71                    | 14                    | 500    |
| Sicilia                   | 878                       | 20                        | 7                     | 7                     | 912    |
| Toscana                   | 1189                      | 17                        | 22                    | 9                     | 1237   |
| Trentino Alto Adige       | 401                       | 10                        | 3                     | 5                     | 419    |
| Umbria                    | 169                       | 6                         | 18                    | 12                    | 205    |
| Valle d'Aosta             | 53                        | 1                         | 12                    | 3                     | 69     |
| Veneto                    | 1048                      | 18                        | 25                    | 17                    | 1108   |
| TOTALE                    | 11382                     | 329                       | 737                   | 398                   | 12846  |

I numeri sopra riportati devono essere presi con molta cautela in quanto la fonte è la stessa Telecom (che è una delle più complete e una delle poche banche dati disponibili), il numero di utenti che una centrale copre varia moltissimo: da svariate migliaia per le centrali in città a qualche centinaio per quelle in campagna. Inoltre, bisogna tenere presente che una parte degli utenti coperti da una centrale dotata di DSLAM potrebbe essere comunque scoperto dal servizio a causa di qualche apparato limitante quali MUX, UCR e concentratori di linea. È quindi molto difficile calcolare con precisione il numero degli utenti coperti dal servizio.
È difficile anche calcolare il numero dei comuni effettivamente coperti in quanto un comune può essere coperto da una o più centrali o non avere nessuna centrale in quanto si aggancia alla centrale di un comune adiacente. A complicare ulteriormente il conteggio, spesso le centrali Telecom non rispecchiano i confini comunali. Oltretutto, in Italia è frequente che una frazione disti molto meno dal capoluogo di un altro comune limitrofo, rispetto a quello di appartenenza.